# 横山伸也
横山 伸也（よこやま しんや、1947年 - ）は、日本のエネルギー工学者、東京大学名誉教授。元日本エネルギー学会副会長。北海道生まれ。

## 学歴
- 1969年 北海道大学理学部化学第二学科卒業[1][2]
- 1971年 北海道大学大学院理学研究科化学専攻修士課程修了[1][2]
- 1974年 北海道大学大学院理学研究科化学専攻博士課程単位取得退学[1][2]
- 1980年 北海道大学理学博士[3][2]

## 職歴
- 1974年 通商産業省工業技術院公害資源研究所入所[1]
- 1991年 通商産業省工業技術院資源環境技術総合研究所温暖化物質循環制御部バイオマス研究室長[1][2]
- 1994年 通商産業省工業技術院資源環境技術総合研究所温暖化物質循環制御部長[1]
- 1999年 日本エネルギー学会バイオマス部会長[4]
- 2001年 産業技術総合研究所中国センター所長[1][2]、日本エネルギー学会理事[4]
- 2004年 東京大学大学院農学生命科学研究科生物機械工学研究室教授[2]、日本エネルギー学会副会長[4]
- 2006年 日本学術会議連携会員[5]
- 2008年 内閣府総合科学技術会議専門委員[5]
- 2010年 東京大学名誉教授[1]
- 2011年 鳥取環境大学環境マネジメント学科教授[1]
- 2012年 鳥取環境大学環境学部環境学科教授[1]
- 2013年 鳥取環境大学大学院環境情報学研究科環境情報学専攻教授[1]
- 2018年 公立鳥取環境大学サステイナビリティ研究所所長[5]

## 研究分野
- バイオマス[1]

## 著書
- 『バイオエネルギー最前線』森北出版 2001年
- 『バイオマスエネルギー』（芋生憲司と共著）森北出版 2009年

## 受賞
- 科学技術庁長官賞 1991年度[1]
- 環境賞優良賞 1993年度[1]
- 通商産業省工業技術院長賞 1995年度[1]
- つくば賞実用化学研究部門奨励賞 1995年度[1]
- 日本エネルギー学会学術賞 2000年度[1]
- 日本エネルギー学会功績賞 2016年度[4]
- 瑞宝小綬章 2019年度[5]